# Viva Mexico (Jack Jersey)
Viva Mexico is een single van Jack Jersey uit 1978 met Sweet ol' dreams op de B-kant. De Beide nummers kwamen ook uit op het album Mexico bienvenido. In deze tijd bracht hij zijn werk uit via het label Bovema Negram (EMI).
De zanger schreef het lied samen met John van de Ven. Het is een Engelstalige liefdeslied aan Juanita uit Mexico naar wie hij ooit nog weer wil terugkeren.
Viva Mexico is tevens de titelsong van de documentaire die de TROS in 1978 in Mexico opnam met Jack Jersey. De drijvende tuinen van Xochimilco, ruïnes van de Mayacultuur, haciënda's en stranden worden in beeld gebracht.